# Galeb (museifartyg)
Galeb (med betydelsen "måsen") är ett kulturmärkt fartyg, tidigare presidentyacht samt blivande museifartyg och turistattraktion i Rijeka i Kroatien. Fartyget är framförallt känt för att ha brukats av efterkrigsjugoslaviens statschef Josip Broz Tito (1892–1980). Åren 1953–1979 nyttjade denne fartyget som en luxuös presidentyacht med vilken han avlade åtskilliga statsbesök världen över. I egenskap av sitt "flytande residens" lät Tito organisera otaliga fester och diplomatiska sammankomster på fartyget. Under årens lopp emottog Tito flera världsledare och kulturpersonligheter på yachten, däribland Nikita Chrusjtjov, Muammar al-Gaddafi, Indira Gandhi, Elizabeth Taylor och Richard Burton.
Efter Jugoslaviens upplösning år 1991 förföll fartyget och år 2009 hamnade det i staden Rijekas ägo. I samband med Rijekas värdskap som europeisk kulturhuvudstad år 2020 initierade stadens myndigheter ett projekt med syfte att renovera yachten och göra om den till ett museifartyg. Efter dess renovering och anpassning kommer museifartyget att vara permanent förankrat vid Molo longo  i Rijekas hamn. Från år 2020 då museifartyget beräknas öppnas för allmänheten förväntas Galeb bli en av stadens turistattraktioner, ett landmärke och museum som förtäljer fartygets historia och anknyter till Rijekas sjöfartshistoria.

## Historik
Fartyget byggdes av skeppsvarvet Gio. Ansaldo & C. i italienska Genua på uppdrag av bolaget Regia Azienda Monopoli Banane (RAMB) som bedrev handel med bananer som importerades från Afrika till Italien. Fartyget beställdes år 1937 och året därpå (1938) färdigställdes och sjösattes fartyget med namnet Ramb III. När Italien under andra världskriget förklarade krig mot Storbritannien och Frankrike engagerades fartyget i krigföringen. Fartyget användes bland annat för att frakta kött till italienska soldater i Libyen.
I samband med Italiens kapitulation år 1943 övertogs fartyget av den nazityska marinen. Tyskarna döpte om fartyget till Kiebitz och det tjänade sedan som minfartyg. Under år 1944 lades mer än 5 000 minor ut i Kvarnerviken och norra Adriatiska havet från fartyget. Den 5 november 1944 sänktes fartyget i Rijekas hamn av de allierades flygvapen.
År 1947 inledde jugoslaviska myndigheter arbetet med att bärga fartyget som befann sig på 22 meters djup. År 1948 hade fartyget bärgats. Det transporterades därefter delvis i delar till skeppsvarvet Uljanik i Pula där det rekonstruerades till ett modernt fartyg. Därefter överlämnades det till den jugoslaviska marinen där det tjänade som skolfartyget Galeb.
Från år 1953 då Jugoslaviens statschef Josip Broz Tito för första gången avlade ett statsbesök med fartyget (resan gick till Storbritannien och ett möte med Winston Churchill) blev det känt som presidentens "flytande residens". Båten lade till i Themsen och det var första gången en kommunistisk ledare avlade ett officiellt besök i Storbritannien. Genom denna händelse förvärvade yachten smeknamnet "Fredsfartyget Galeb". Fram till sin död år 1980 hann Tito göra åtskilliga resor med Galeb. Han besökte flera länder och kontinenter och under dessa resor lät Tito organisera fester och diplomatiska sammankomster på yachten. I samband med tillställningarna besöktes fartyget av flera av 1900-talets mest inflytelserikaste personligheter från det politiska etablissemanget och kulturlivet.
I samband med Jugoslaviens upplösning år 1991 hamnade fartyget under montenegrinsk jurisdiktion och det fördes till Kotorviken. I slutet av 1990-talet sålde de montenegrinska myndigheterna fartyget till den grekiske affärsmannen och tillika ägaren av yachten Christina O – John Paul Papanicolaou. Det då nedgångna fartyget fördes därefter till Viktor Lenacs skeppsvarv för upprustning. När Papanicolaou på grund av finansiella problem inte kunde betala för upprustningen såldes fartyget till staden Rijeka i en offentlig auktion år 2009. 

## Kontroverser
Initiativet från Rijekas stad att köpa fartyget, restaurera det och göra om det till ett museifartyg har kritiserats. Kritikerna är emot projektet eftersom de anser att den forne jugoslaviske statschefen Josip Broz Titos eftermäle är kontroversiellt och bör tonas ned. Tito anklagas av sina kritiker för att ha fört ett autokratisk styre, agerat som diktator, förföljt oppositionella och för sin inblandning i Bleiburgmassakern. Hans förespråkare hävdar istället att han var en av 1900-talets största statsmän och att staden Rijeka och Istrien tack vare honom är en del av Kroatien. Rijekas socialdemokratiska ledning som initierat projektet belyser att det inte har till syfte att glorifiera Titos eftermäle utan istället berätta om fartygets spännande och turbulenta historia.

## Lista över kända personligheter som varit gäster på fartyget (urval)
| Drottning Elizabeth II av Storbritannien (vänster) och skådespelerskan Elizabeth Taylor (höger) är några av dem som avlagt visit på fartyget Galeb. |  | Drottning Elizabeth II av Storbritannien (vänster) och skådespelerskan Elizabeth Taylor (höger) är några av dem som avlagt visit på fartyget Galeb. |
| Drottning Elizabeth II av Storbritannien (vänster) och skådespelerskan Elizabeth Taylor (höger) är några av dem som avlagt visit på fartyget Galeb. |  | |

- Jawaharlal Nehru (1889–1964) – Indiens premiärminister
- Gamal Abdel Nasser (1918–1970) – Egyptens president
- Elizabeth II (1927–) – Storbritanniens drottning
- Nikita Chrusjtjov[4] (1894–1971) – Sovjetunionens premiärminister
- Leonid Brezjnev (1906–1982) – Sovjetunionens statschef
- Haile Selassie (1906–1982) – Etiopiens kejsare
- Kurt Waldheim (1918–2007) – Förenta nationernas generalsekreterare
- Nicolae Ceaușescu (1918–1989) – Rumäniens president
- Muammar al-Gaddafi[4] (1942–2011) – Libyens statschef
- Indira Gandhi[4] (1917–1984) – Indiens premiärminister
- Kirk Douglas[4] (1916–) – amerikansk skådespelare
- Richard Burton (1925–1984) – brittisk skådespelare
- Sophia Loren[4] (1934–) – italiensk skådespelerska
- Elizabeth Taylor[4] (1934–2011) – brittiskfödd amerikansk skådespelerska